# Hayashi Taizō
Hayashi Taizō (japanisch 林 泰造; * 28. Juni 1920 in Nagoya, Japan; † 9. Februar 1998 in Tokio) war ein japanischer Bauingenieur und Hochschullehrer im Bereich der Wasserumwelttechnik und -forschung.

## Leben
Hayashi war nach seinem Abschluss an der Universität Tokio Jahr im 1942 dort als Dozent in der Abteilung für Bauingenieurwesen tätig. 1953 erhielt er seinen Doktortitel. Im Jahr 1950 wechselte er an die nach dem Zweiten Weltkrieg neu gegründete Chūō-Universität in Tokio. Er baute ein Hydrauliklabor auf und war dort bis zu seiner Emeritierung im Jahr 1991 Professor. Ebenfalls im Jahr 1950 erhielt er ein Fulbright-Stipendium, mit dem er zu einem Forschungsaufenthalt an das Massachusetts Institute of Technology (MIT) eingeladen wurde. Später reiste er in eine Reihe von Ländern und traf internationale Experten, mit denen er lebenslange Freundschaften pflegte. 
Hayashi war für seine Forschungen über Flutwellen bekannt, die auf einer Arbeit aus dem Jahr 1955 beruhen. In den 1960er Jahren gab es Forschungsstudien zu Themen wie Turbulenzcharakteristiken, geschichtete Strömungen, Ökohydraulik und numerische Simulationen, zu denen Hayashi maßgeblich beitrug. Im Laufe der Zeit beschäftigte er sich verstärkt mit der Schwemmebenenhydraulik und der Bildung von Sandwellen auf Flussbetten, der Mäanderbildung von Flüssen, mit turbulenten Strömungen in offenen Kanälen sowie mit Abgasfahnen.
Hayashi trat 1961 der Internationalen Vereinigung für Wasserumwelttechnik und -forschung (IAHR) bei. Ab 1968 war er einer der Vizepräsidenten und 1969 war er insbesondere an der Organisation des IAHR-Kongresses in Kyōto beteiligt. Von 1972 bis 1975 übernahm er das Amt des IAHR-Präsidenten. Von 1976 bis 1979 war er im IAHR Council tätig. Während Hayashis Amtszeit stieg die Zahl der japanischen Mitglieder der IAHR beträchtlich an. Zudem war er Mitglied im Science Council of Japan und in der American Society of Civil Engineers.
1996 erschien sein Buch 基礎水理学 (Basic Hydraulics). 
Hayashi starb am 9. Februar 1998 im Alter von 77 Jahren an den Folgen eines Schlaganfalls.